# Romanus Pontifex
 Romanus Pontifex  è una bolla di Papa Niccolò V dell'8 gennaio 1454.
Grazie all'appoggio dato dal sovrano portoghese Alfonso ad una crociata contro i Turchi che avevano occupato Costantinopoli (1453), il papa riconosce al re le conquiste fatte in terra africana, in Marocco (Ceuta, 1415) e lungo le coste del Golfo di Guinea. Inoltre il papa garantisce: il possesso dei mari adiacenti alle terre conquistate, il diritto esclusivo di commercio, pesca e navigazione, l'esenzione delle restrizioni imposte dalla Legge canonica sul commercio con gli Infedeli e infine (e soprattutto) il diritto di organizzare la gerarchia ecclesiastica nei nuovi territori. Quest'ultima concessione è importante perché da l'inizio al Patronato regio spagnolo, ossia al controllo statale sulla Chiesa cattolica nelle terre di missione.
Nella bolla infine Niccolò V riconosce al sovrano portoghese anche la schiavitù dei "Saraceni e qualsiasi pagano e gli altri nemici di Cristo" d'Africa, sottomessi ai colonizzatori portoghesi o in seguito all'occupazione o in virtù della stipula di contratti d'acquisto. In un passo della bolla il Papa accerta l'esistenza di un mercato degli schiavi già esistente:
(Niccolò V, Romanus Pontifex)
In un secondo passo ne restringe l'esercizio riservandolo contro i nemici della fede cattolica:
(Niccolò V, Romanus Pontifex)
Il contenuto della bolla è affine alla precedente bolla Dum Diversas (16 giugno 1452), dove veniva ancora esortata la colonizzazione ad opera dei portoghesi e la riduzione in schiavitù. Ma quanto a questo, il documento è in contrasto con l'abolizionismo ribadito in numerosi documenti papali nel 1434, 1462, 1537, 1591, 1639, 1741, 1839, 1888, 1890, 1912.

### Tematica della schiavitù
- Abolizionismo
- Storia della schiavitù

### Documenti pontifici correlati
- Veritas Ipsa (1537)
- Altitudo divini consilii (1537)
- In Supremo Apostolatus (1839)